# Yasuharu Nakajima
Yasuharu Nakajima (Fukui, Japão, 27 de dezembro de 1984) é um ciclista japonês, membro da equipa Kinan Cycling Team.

## Palmarés
2009
- Kumamoto International Road Race

2011
- 1 etapa do Tour de Singkarak
- 1 etapa do Tour de Hainan

2012
- 1 etapa do Tour de Singkarak

2014
- Tour da Tailândia
- 1 etapa do Tour de Java Oriental

2015
- Tour da Tailândia

2018
- Sri Lanka T-Cup,[1] mais 1 etapa